# Свободное кино
«Свободное кино» (англ. Free Cinema) — движение в документальном кинематографе Великобритании, сформировавшееся к середине 1950-х годов. Название отражает стремление участников движения создавать фильмы вне рамок коммерческой киноиндустрии, использовать экспериментальные подходы и обращаться к социальной проблематике.

## История и характеристики
Начало движению было положено в 1956 году, когда четыре молодых режиссёра — Линдсей Андерсон, Карел Рейш, Тони Ричардсон и Лоренца Маццетти, испытывавшие трудности с прокатом, решили объединить усилия и устроить совместный показ своих работ. Хотя все ленты были созданы независимо, у них было много общего, поэтому было решено выпустить совместный манифест, в котором излагались идеи, положенные в основу показа. Термин «Свободное кино» был придуман Андерсоном. Благодаря этой подготовительной деятельности кинопрограмма, продемонстрированная 5—8 февраля 1956 года в Национальном кинотеатре в Лондоне, привлекла внимание прессы и имела успех у зрителей. В следующие три года прошло ещё пять показов.
Движение «Свободное кино» положило начало новому подходу к созданию документальных фильмов, резко порвав с доминировавшей традицией. Молодые режиссёры объявили своей целью обращение к повседневности, к показу будней простых людей из рабочего класса в противоположность мейнстриму с его классовыми стереотипами. В то же время они выражали веру в право режиссёра на выражение своих личных взглядов, утверждая, что «ни один фильм не может быть слишком личным». Другим фактором, объединявшим ленты, выпущенные в рамках движения, была их независимость от киноиндустрии, что обусловило необходимость работать с простейшей техникой (обычно 16-мм камеры) и зачастую на голом энтузиазме. Финансовую поддержку созданию шести фильмов оказал Фонд экспериментального кино при Британском киноинституте, ещё несколько проектов спонсировала компания Ford Motor Company. Общие стилистические черты фильмов движения включают небольшую длительность, чёрно-белую плёнку и ручные камеры, почти полное отсутствие закадрового комментария, импрессионистский подход к использованию звука и монтажа. Эта эстетика обуславливалась не только наличными техническими возможностями и ограниченностью финансирования, но и стремлением выйти за пределы студии, на улицы современной Британии.
Появление движения тесно связано с общим состоянием культуры в Великобритании, в частности с возникновением литературного направления, известного как «Рассерженные молодые люди». Хотя последний показ в рамках «Свободного кино» состоялся в марте 1959 года и формально оно прекратило своё существование, принципы, положенные в его основу, оказали глубокое влияние на эстетику британской новой волны. С этим новым направлением связывают последующее творчество основных действующих лиц «Свободного кино»: Тони Ричардсона (ленты «Оглянись во гневе», «Вкус мёда», «Одиночество бегуна на длинные дистанции»), Карела Рейша («В субботу вечером, в воскресенье утром»), Линдсея Андерсона («Такова спортивная жизнь», «Если...»), а также Джона Шлезингера («Такого рода любовь») и Джека Клейтона («Путь наверх»).

## Показы
Всего состоялось шесть показов, программы трёх из которых были собственно британскими, а ещё три были составлены из отобранных участниками движения работ зарубежных авторов:
Свободное кино (5—8 февраля 1956)
- О, Дримлэнд (O Dreamland, реж. Линдсей Андерсон, Великобритания, 1953, 12 мин.)
- Мамочка не позволяет (Momma Don't Allow, реж. Карел Рейш и Тони Ричардсон, Великобритания, 1956, 22 мин.)
- Вместе (Together, реж. Лоренца Маццетти, Великобритания, 1956, 52 мин.)

Свободное кино 2 (9—12 сентября 1956)
- В Бауэри (On the Bowery, реж. Лайонел Рогозин, США, 1955, 65 мин.)
- Соседи (Neighbours, реж. Норман Макларен, Канада, 1952, 8 мин.)
- Кровь животных (Le Sang des Bêtes, реж. Жорж Франжю, Франция, 1948, 20 мин.)

Свободное кино 3. Взгляд на Британию (25—29 мая 1957)
- Каждый день, кроме Рождества (Everyday Except Christmas, реж. Линдсей Андерсон, Великобритания, 1957, 40 мин.)
- Прекрасное время (Nice Time, реж. Ален Таннер и Клод Горетта, Великобритания, 1957, 17 мин.)
- Уэйкфилд Экспресс (Wakefield Express, реж. Линдсей Андерсон, Великобритания, 1952, 30 мин.)
- Поющая улица (The Singing Street, реж. группа учителей школы Нортон Парк, Великобритания, 1952, 18 мин.)

Свободное кино 4. Польские голоса (3—6 сентября 1958)
- Дом (Dom, реж. Ян Леница, Польша, 1958, 12 мин.)
- Два человека и шкаф (Two Men and a Wardrobe, реж. Роман Полански, Польша, 1957, 15 мин.)
- Там, где дьявол говорит: „Доброй ночи!“ (Where the Devil Says Good-night, реж. Казимеж Карабаш, Польша, 1956, 11 мин.)
- Параграф ноль (Paragraph Zero, реж. Влодимеж Боровик, Польша, 1956, 17 мин.)
- Дом старух (House of Old Women, реж. Ян Ломницки, Польша, 1957, 9 мин.)
- Однажды (Once upon a Time, реж. Валериан Боровчик, Польша, 1957, 9 мин.)

Свободное кино 5. Французское обновление (7—9 сентября 1958)
- Сорванцы (Les Mistons, реж. Франсуа Трюффо, Франция, 1957, 28 мин.)
- Красавчик Серж (Le Beau Serge, реж. Клод Шаброль, Франция, 1958, 97 мин.)

Свободное кино 6. Последнее свободное кино (18—22 марта 1959)
- Мы — парни из Ламбета (We Are the Lambeth Boys, реж. Карел Рейш, Великобритания, 1959, 52 мин.)
- Машинисты (Enginemen, реж. Майкл Григсби, Великобритания, 1957, 21 мин.)
- Убежище Англия (Refuge England, реж. Роберт Ваш, Великобритания, 1959, 27 мин.)
- Еда для румянца (Food for a Blush, реж. Элизабет Расселл, Великобритания, 1955, 30 мин.)

## Другие работы в стилистике движения
Кроме тех фильмов, которые попали в официальную программу показов «Свободного кино», к движению примыкает ряд документальных работ, снятых в 1950-х — начале 1960-х годов:
- Дети четверга (Thursday's Children, реж. Линдсей Андерсон, Великобритания, 1954, 22 мин.)
- Одна картошка, две картошки (One Potato, Two Potato, реж. Лесли Дайкен, Великобритания, 1957, 21 мин.)
- Марш на Олдермастон (March to Aldermaston, Великобритания, 1959, 33 мин.)
- Конечная станция (Terminus, реж. Джон Шлезингер, Великобритания, 1961, 33 мин.)
- Исчезающая улица (The Vanishing Street, реж. Роберт Ваш, Великобритания, 1962, 18 мин.)
- Завтрашняя суббота (Tomorrow's Saturday, реж. Майкл Григсби, Великобритания, 1962, 18 мин.)
- Празднество (Gala Day, реж. Джон Ирвин, Великобритания, 1963, 26 мин.)
- Субботние люди (Saturday Men, реж. Джон Флетчер, Великобритания, 1963, 29 мин.)